# Туре Келлер
Туре Келлер (швед. Tore Keller, 4 січня 1905, Норрчепінг — 15 липня 1988, Норрчепінг) — шведський футболіст, що грав на позиції нападника за «Слейпнер» та національну збірну Швеції.

## Клубна кар'єра
У дорослому футболі дебютував 1924 року виступами за команду клубу «Слейпнер», кольори якої і захищав протягом усієї своєї кар'єри гравця, що тривала цілих сімнадцять років. У складі «Слейпнера» був одним з головних бомбардирів команди, маючи середню результативність на рівні 0,49 гола за гру першості.
Помер 15 липня 1988 року на 84-му році життя у місті Норрчепінг.

## Виступи за збірну
1924 року дебютував в офіційних матчах у складі національної збірної Швеції. Протягом кар'єри у національній команді, яка тривала 15 років, провів у формі головної команди країни 25 матчів.
У складі збірної був учасником  футбольного турніру на Олімпійських іграх 1924 року в Парижі, на якому команда здобула бронзові нагороди, чемпіонату світу 1934 року в Італії, а такожчемпіонату світу 1938 року у Франції.

## Титули і досягнення
- Бронзовий олімпійський призер: 1924